# Emma di Anhalt-Bernburg-Schaumburg-Hoym
Emma di Anhalt-Bernburg-Schaumburg-Hoym (Castello di Schaumburg, 20 maggio 1802 – Pyrmont, 1º agosto 1858) fu una principessa tedesca. Fu la nonna della regina olandese Emma di Waldeck e Pyrmont, a cui era stato dato il suo nome.

## Vita
Emma era una della quattro figlie di Vittorio II, Principe di Anhalt-Bernburg-Schaumburg-Hoym (1767–1812) nate dal suo matrimonio con Amalia di Nassau-Weilburg (1776–1841), figlia di Carlo Cristiano, Principe di Nassau-Weilburg. Crebbe insieme alle sue sorelle ad Hoym nell'Anhalt e fu educata accuratamente. Il loro prozio, Federico, Principe di Anhalt-Bernburg-Schaumburg-Hoym, aveva rinunciato al suo diritto di successione a Schaumburg e alla contea di Holzappel nel 1811 in favore del suo pronipote, ma nel 1828 questa decisione fu annullata.
Dopo la morte di suo marito nel 1852, governò Waldeck e Pyrmont in qualità di Reggente per la minore età di suo figlio Giorgio Vittorio. Tra i suoi primi atti ci fu una riforma del contingente Waldeck dell'esercito federale, implementata nel 1845 da ufficiali prussiani. Le rivoluzioni del 1848 tebbero luogo durante il regno di Emma; a Waldeck portarono la convocazione di un nuovo parlamento. Regno di Emma è stato descritto come una fase importante nella storia di Waldeck, con una revisione completa dell'organizzazione dello Stato.

## Matrimonio e figli
Sposò il 26 giugno 1823 al Castello di Schaumburg, Giorgio II, Principe di Waldeck e Pyrmont (1789–1845). La coppia ebbe cinque figli:
- Principessa Augusta di Waldeck e Pyrmont (1824–1893), sposò il Conte Alfredo di Stolberg-Stolberg
- Principe Giuseppe (1825–1829)
- Principessa Erminia di Waldeck e Pyrmont (1827–1910), sposò Adolfo I, Principe di Schaumburg-Lippe
- Giorgio Vittorio (1831–1893), sposò la Principessa Elena di Nassau e poi la Principessa Luisa di Schleswig-Holstein-Sonderburg-Glücksburg; fu il padre della Regina Reggente Emma dei Paesi Bassi, e quindi il nonno della regina regnante Guglielmina dei Paesi Bassi.
- Walrad (1833–1867)

## Ascendenza
|                                                          |                                            |                                                   | Genitori                                                |  |  | Nonni |  |  | Bisnonni                                                |  |  | Trisnonni                               |  |
|                                                          |                                            |                                                   |                                                         |  |  |       |  |  | Vittorio I, Principe di Anhalt-Bernburg-Schaumburg-Hoym |  |  | Lebrecht, Principe di Anhalt-Zeitz-Hoym |  |
|                                                          |                                            |                                                   |                                                         |  |  |       |  |  | Vittorio I, Principe di Anhalt-Bernburg-Schaumburg-Hoym |  |  | Lebrecht, Principe di Anhalt-Zeitz-Hoym |  |
|                                                          |                                            | Carlotta di Nassau-Dillenburg                     |                                                         |  |  |       |  |  | Vittorio I, Principe di Anhalt-Bernburg-Schaumburg-Hoym |  |  |                                         |  |
| Carlo Luigi, Principe di Anhalt-Bernburg-Schaumburg-Hoym |                                            |                                                   |                                                         |  |  |       |  |  | Vittorio I, Principe di Anhalt-Bernburg-Schaumburg-Hoym |  |  |                                         |  |
|                                                          |                                            | Carlotta Luisa di Isenburg-Büdingen-Birstein      | Guglielmo Maurizio, Conte di Isenburg-Büdingen-Birstein |  |  |       |  |  |                                                         |  |  |                                         |  |
|                                                          |                                            | Carlotta Luisa di Isenburg-Büdingen-Birstein      | Guglielmo Maurizio, Conte di Isenburg-Büdingen-Birstein |  |  |       |  |  |                                                         |  |  |                                         |  |
|                                                          |                                            | Carlotta Luisa di Isenburg-Büdingen-Birstein      | Anna Amalia di Isenburg-Büdingen                        |  |  |       |  |  |                                                         |  |  |                                         |  |
| Vittorio II, Principe di Anhalt-Bernburg-Schaumburg-Hoym |                                            | Carlotta Luisa di Isenburg-Büdingen-Birstein      |                                                         |  |  |       |  |  |                                                         |  |  |                                         |  |
|                                                          |                                            | Federico Guglielmo I, Principe di Solms-Braunfels | Guglielmo Maurizio, Conte di Solms-Braunfels            |  |  |       |  |  |                                                         |  |  |                                         |  |
|                                                          |                                            | Federico Guglielmo I, Principe di Solms-Braunfels | Guglielmo Maurizio, Conte di Solms-Braunfels            |  |  |       |  |  |                                                         |  |  |                                         |  |
|                                                          |                                            | Federico Guglielmo I, Principe di Solms-Braunfels | Maddalena Sofia d'Assia-Homburg                         |  |  |       |  |  |                                                         |  |  |                                         |  |
| Amalia Eleonora di Solms-Braunfels                       |                                            | Federico Guglielmo I, Principe di Solms-Braunfels |                                                         |  |  |       |  |  |                                                         |  |  |                                         |  |
|                                                          |                                            | Sofia di Solm-Laubach                             | Carlo Ottone, Conte di Solms-Laubach                    |  |  |       |  |  |                                                         |  |  |                                         |  |
|                                                          |                                            | Sofia di Solm-Laubach                             | Carlo Ottone, Conte di Solms-Laubach                    |  |  |       |  |  |                                                         |  |  |                                         |  |
|                                                          |                                            | Sofia di Solm-Laubach                             | Luisa Albertina di Schönburg-Waldenburg                 |  |  |       |  |  |                                                         |  |  |                                         |  |
| Principessa Emma di Anhalt-Bernburg-Schaumburg-Hoym      |                                            | Sofia di Solm-Laubach                             |                                                         |  |  |       |  |  |                                                         |  |  |                                         |  |
|                                                          | Carlo Augusto, Principe di Nassau-Weilburg | Giovanni Ernesto, Conte di Nassau-Weilburg        |                                                         |  |  |       |  |  |                                                         |  |  |                                         |  |
|                                                          | Carlo Augusto, Principe di Nassau-Weilburg | Giovanni Ernesto, Conte di Nassau-Weilburg        |                                                         |  |  |       |  |  |                                                         |  |  |                                         |  |
|                                                          | Carlo Augusto, Principe di Nassau-Weilburg | Maria Polissena di Leiningen-Hartsburg            |                                                         |  |  |       |  |  |                                                         |  |  |                                         |  |
| Carlo Cristiano, Principe di Nassau-Weilburg             | Carlo Augusto, Principe di Nassau-Weilburg |                                                   |                                                         |  |  |       |  |  |                                                         |  |  |                                         |  |
|                                                          |                                            | Augusta Federica Guglielmina di Nassau-Idstein    | Giorgio Augusto, Conte di Nassau-Idstein                |  |  |       |  |  |                                                         |  |  |                                         |  |
|                                                          |                                            | Augusta Federica Guglielmina di Nassau-Idstein    | Giorgio Augusto, Conte di Nassau-Idstein                |  |  |       |  |  |                                                         |  |  |                                         |  |
|                                                          |                                            | Augusta Federica Guglielmina di Nassau-Idstein    | Enrichetta Dorotea di Oettingen-Oettingen               |  |  |       |  |  |                                                         |  |  |                                         |  |
| Principessa Amalia di Nassau-Weilburg                    |                                            | Augusta Federica Guglielmina di Nassau-Idstein    |                                                         |  |  |       |  |  |                                                         |  |  |                                         |  |
|                                                          |                                            | Guglielmo IV, Principe d'Orange                   | Giovanni Guglielmo Friso, Principe d'Orange             |  |  |       |  |  |                                                         |  |  |                                         |  |
|                                                          |                                            | Guglielmo IV, Principe d'Orange                   | Giovanni Guglielmo Friso, Principe d'Orange             |  |  |       |  |  |                                                         |  |  |                                         |  |
|                                                          |                                            | Guglielmo IV, Principe d'Orange                   | Langravia Maria Luisa d'Assia-Kassel                    |  |  |       |  |  |                                                         |  |  |                                         |  |
| Principessa Carolina d'Orange-Nassau                     |                                            | Guglielmo IV, Principe d'Orange                   |                                                         |  |  |       |  |  |                                                         |  |  |                                         |  |
|                                                          |                                            | Anna, Principessa Reale                           | Giorgio II di Gran Bretagna                             |  |  |       |  |  |                                                         |  |  |                                         |  |
|                                                          |                                            | Anna, Principessa Reale                           | Giorgio II di Gran Bretagna                             |  |  |       |  |  |                                                         |  |  |                                         |  |
|                                                          |                                            | Anna, Principessa Reale                           | Carolina di Ansbach                                     |  |  |       |  |  |                                                         |  |  |                                         |  |
|                                                          |                                            | Anna, Principessa Reale                           |                                                         |  |  |       |  |  |                                                         |  |  |                                         |  |